# Yffiniac
Yffiniac (Ilfinieg in bretone, Finyac in gallo) è un comune francese di 4 921 abitanti situato nel dipartimento delle Côtes-d'Armor nella regione della Bretagna.

## Società

### Evoluzione demografica
Abitanti censiti